# Смирнов Олексій Борисович
Олексій Борисович Смирнов (27 травня 1973 , Навля, Брянська область ) — російський політичний діяч. Губернатор Курської області з 16 вересня по 5 грудня 2024 року (в.о. 12 травня — 16 вересня 2024).

## Біографія
У 1995 році закінчив Курський державний сільськогосподарський інститут імені професора І. І. Іванова. У 2001 році закінчив Курську філію Орловської регіональної академії державної служби за спеціальністю «Державне та муніципальне управління».
З 1998 до 2004 року працював на різних посадах у Комітеті ЖКГ Курської області: консультантом відділу розвитку сфери побутових, комунальних послуг та ліцензування; начальником економічного відділу; заступником голови Комітету; першим заступником голови Комітету.
З 2004 по 2010 рік працював на різних посадах в адміністрації міста Курська: заступником голови — головою Комітету ЖКГ м. Курська; заступником голови з ЖКГ, транспорту, майна та земельних відносин.
У 2011 році обіймав посаду заступника керівника адміністрації міського поселення Сергієв Посад.
З 2011 по 2012 рік — радник міністра житлово-комунального господарства Московської області; начальник управління нормування та реконструкції об'єктів житлово-комунального призначення.
З 2012 по 2015 рік — заступник міністра будівельного комплексу Московської області.
З 2015 по 2016 рік — перший заступник міністра будівельного комплексу Московської області.
З 3 листопада 2018 року — заступник губернатора Курської області.
З 16 березня 2021 — перший заступник губернатора Курської області, одночасно з серпня 2022 — голова Уряду Курської області.
12 травня 2024 призначений виконувачем обов'язків губернатора Курської області (15 травня це рішення підтверджено указом президента Росії).
У червні 2024 року вступив до партії " Єдина Росія ".
8 вересня 2024 року, в єдиний день голосування в.о. губернатора Курської області Смирнов переміг на виборах глави регіону, набравши 65,28 % голосів. 16 вересня вступив на посаду губернатора Курської області.
5 грудня 2024 року президент Росії Володимир Путін прийняв відставку губернатора Курської області Олексія Смирнова за власним бажанням. В.о. глави Курської області призначено Олександра Хінштейна.
15 квітня 2025 року разом зі своїм колишнім першим заступником Олексієм Дідовим був затриманий за підозрою у шахрайстві. Смирнова звинувачують у розкраданні бюджетних коштів, виділених на будівництво оборонних споруд. Збитки оцінюються в 800 млн рублів. Наступного дня Міщанський районний суд Москви заарештував колишнього губернатора. Свою провину він не визнав.

## Нагороди
- Почесна грамота Президента Російської Федерації.
- Почесний працівник житлово-комунального господарства Російської Федерації.
- Нагрудний знак «80 років визволення Гомельської області від німецько-фашистських загарбників»[21].